# Krynea Imperial Wars

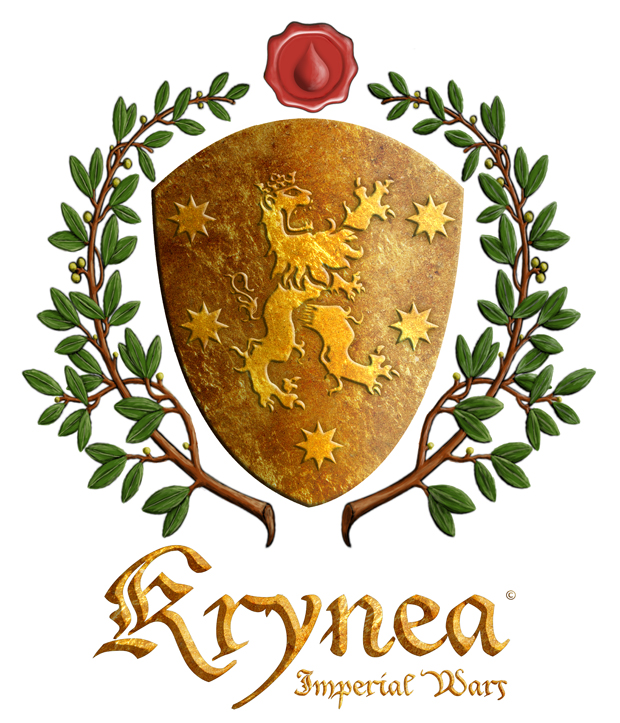
Logotipo de Krynea Imperial Wars.

Krynea Imperial Wars es un videojuego de estrategia social y militar, en línea, multijugador, masivo, para navegador MMORTS y en tiempo real, cuyo fin es vencer en una lucha de alianzas por el control del mundo de Krynea. Desarrollado en Galicia por la empresa Smiling Gobling S.L., fue el Ganador del Premio de los internautas y finalista del Premio del jurado como Mejor desarrollo 2.0 en la edición 2010 de INNOVA-G.
De este juego en línea destaca, sobre todo, su comunidad de jugadores activa que coopera en la revisión del juego, difusión, aportación de nuevas ideas, comentarios, demos, playtesting, "quedadas", torneos y ayuda a otros jugadores tanto a través del foro oficial del juego como a través de su página de Facebook.
El juego ha ido evolucionando desde sus comienzos más bélicos, hasta la lucha por el control de la magia y los Lugares de Poder (Cristales de Esencia, Monolitos de la Luz y Monolitos de la oscuridad), que se encuentran ocultos por el mundo conocido. Para descubrirlos es necesario el trabajo de los Campeones aventureros resolviendo misiones. Es muy importante alzarse también con el control de las Zonas de Poder (que pertenecerán a la alianza que consiga tener más pueblos en ellas). Los objetivos de cada partida pueden variar de un mundo a otro, y se establecen antes del inicio de éste.
Existen diferentes rankings:
- Clasificación individual por reputación.
- Clasificación individual por batallas.
- Clasificación de alianzas por reputación.
- Clasificación de alianzas por batallas.
- Clasificación de alianzas por objetivos de facción.

Pueden participar miles de jugadores simultáneamente en un mismo mundo. Es un juego gratuito y se juega en un entorno web. Solo necesitas tener un navegador compatible con javascript y Ajax y una conexión a internet. Se puede jugar desde cualquier plataforma y sistema operativo que cumpla estos requerimientos (incluidos dispositivos móviles).
El juego ha sido testeado en los navegadores Mozilla Firefox v13.0 y Microsoft Internet Explorer v10 con una compatibilidad de un 100%. No se garantiza el 100% de compatibilidad con otros navegador como Google Chrome, Safari, Opera, etc.

## Versión
Krynea Imperial Wars v1.2
La versión actual dispone de las siguientes funcionalidades:
- Interfaz web mejorada y sugerencias de la comunidad de jugadores.
- Raza de juego: Raza humana.
- Mapa completo del mundo con 160 millones de kilómetros cuadrados.
- Cálculo automático de rutas y control geográfico de transitabilidad.
- Cinco tipos distintos de emplazamientos: Pueblos, Asentamientos Militares, Puentes, Puertos y Lugares de Poder.
- Desplazamiento terrestre y navegación marítima.
- Gestión de alianzas, cargos, títulos nobiliarios, foros, chat interno (orbe) y mensajería.
- Envío de tropas, ataques y defensas coordinadas y conquistas.
- Opciones de comercio, envío de recursos y compraventa de oro.
- Listados de clasificación de jugadores y alianzas por reputación y batallas.
- Funcionalidades Prémium y puntos de destino (PDs).
- 15 tipos de tropas distintos y 35 objetos mágicos para combinar múltiples ejércitos.
- Campeones, Misiones, Lugares de Poder, Zonas de Poder y Gran Conjunción.
- Artefactos, Arcanos y Grimorio.
- Directorio de ayuda, árbol tecnológico, tablas de características, preguntas frecuentes, etc.
- Notificación de incidencias directas a soporte.
- Foro público.

## Tipos de Emplazamientos
En Krynea existe un mapa desde el que es posible observar los diferentes tipos de emplazamientos que se encuentran a lo largo de todo el mundo. Con visión normal y ampliada, es posible desplazarse por él y vigilar la evolución de las diferentes zonas.
- Pueblo: Es el principal tipo de enclave. En el pueblo es donde vive la población que sigue al héroe. Es allí también donde trabajan en las granjas, canteras, minas y aserraderos para la obtención de recursos. Se pueden construir más pueblos entrenando colonos que poder enviar después a colonizar el lugar que prefiramos. Los pueblos pueden ser conquistados cuando son atacados por ejércitos con caballeros que van minando la moral del pueblo hasta que este acepta un nuevo señor.
- Asentamiento Militar: Es un fuerte en el que alojar tropas. Además cuentan con la ventaja de que controlan la zona en la que están construidos, y solo pueden ser atravesados por tropas de otros héroes si su fundador lo permite. Las tropas allí alojadas también pueden enviarse a realizar otras misiones, y volverán al asentamiento cuando terminen. Otros héroes de la misma alianza podrán usar el asentamiento de forma estratégica para reagrupar y lanzar sus tropas a otros lugares.
- Puentes: Son lugares de paso sobre los ríos, que por defecto no pueden ser atravesados no siendo por los puentes. Se conquistan enviando tropas a ellos y ocupando el lugar. Para conquistar un puente ocupado hay que derrotar a las tropas que lo custodian. Al igual que en los asentamientos militares, su control puede ser estratégico para defender o controlar una zona. Su principal ventaja frente a los asentamientos es que los puentes no cuestan recursos, ya estaban ahí. Su principal desventaja es que no son fortificaciones amuralladas, con lo que no proporcionan ningún beneficio defensivo a los soldados que lo custodian.
- Puertos: Se conquistan igual que los puentes: enviando tropas. Un puerto controlado por un héroe, le permite a él y a quien dé permiso (él solo, su alianza o todo el mundo) utilizarlo para enviar tropas o recursos a otro puerto al que pueda llegar, no solo más directamente que por tierra, sino también a una velocidad mucho mayor. El puerto puede almacenar tropas, tanto para protegerlo de posibles ataques, como a la espera de ser transportadas por barco. Desde un puerto también se pueden enviar ataques a otros puertos (ataque por mar) para poder conquistarlos. El control de puertos, al igual que los asentamientos militares y puentes, puede ser un pilar muy importante en la lucha por el control geográfico de Krynea.
- Lugares de poder: Cada facción tiene 11 lugares de poder. Estos lugares son grandes artefactos mágicos esparcidos por el mundo que canalizan y protegen el poder de su facción. En el caso de los Campeones de Luz o los Caballeros Oscuros estos lugares de poder son grandes monolitos mágicos asociados al poder de los dioses de la luz y de la oscuridad. En el caso de los magos se trata de grandes cristales de canalización de esencia mágica necesarios para lograr unir de nuevo las 11 partes del mundo.

## Estructuras del Pueblo
Krynea está compuesto por zonas del mundo diferentes entre sí, y estas quedan reflejadas claramente en el mapa. En él se pueden apreciar distintos tipos de terreno con características propias de cada uno: campo, bosque, abismo, lava...
Cada pueblo tiene un total de 23 parcelas interiores dentro de la muralla (una de ellas ocupada por la Casa del Pueblo) y una Plaza Mayor. Estas parcelas están rodeadas por la muralla y el foso, y fuera de ellos se sitúan cinco Granjas, tres Aserraderos, tres Canteras y tres Minas. Cuando un pueblo es apoyado por tropas venidas de fuera, estas hacen un campamento militar a las afueras del poblado (en la parte derecha). Los mercenarios se sitúan en el claro a la izquierda del poblado.
- Academia de Magos: Proporciona Esencia, permite entrenar Magos y Archimagos y crear objetos mágicos.
- Academia Militar: Permite entrenar tropas, así como acelerar la velocidad de entrenamiento de forma incremental.
- Almacén: Se guardan los recursos. Pueden ser saqueados.
- Armería: Mejora, en un % por nivel, el poder ofensivo de las tropas.
- Aserradero: Produce Madera.
- Biblioteca: Mejora el ataque mágico y la defensa de los Magos y los Archimagos y es donde se estudían las misiones que tendrán que realizar los Campeones.
- Caballerizas: Cuanto mejores sean, mejores serán los caballos, con lo que todas aquellas unidades tiradas por caballos (caballería ligera y pesada, espías, paladines, torres de asedio, catapultas y caravanas) verán aumentada su velocidad, ataque y defensa.
- Campo de Entrenamiento: aumenta la velocidad de las tropas a pie, así como su ataque y defensa cuerpo a cuerpo y el ataque a distancia de Arqueros y Ballesteros.
- Cantera: Produce Piedra.
- Carpintería: Aumenta el porcentaje de la producción de Madera.
- Casa de la Curación: Revive tropas caídas en ataques contra la ciudad.
- Casa del Pueblo: Permite fundar Pueblos y Asentamientos Militares y la posibilidad de contratar mercenarios.
- Castillo: Nos permite unirnos a una alianza y proporciona un % de beneficio a la moral del pueblo y a la defensa. Además, a nivel suficiente, permite entrenar ingenieros militares, colonos y caballeros.
- Cocina: Aumenta el porcentaje de la producción de comida.
- Escondite: Cuanto mayor es el tamaño del escondite, más cantidad de recursos se ocultan para que no sean saqueados en caso de ataque.
- Escuela de canteros: Aumenta el porcentaje de la producción de piedra.
- Foso: Proporciona una defensa base y aumenta el tiempo de la batalla.
- Fundición: Aumenta el porcentaje de la producción de metal.
- Granja: Produce comida.
- Herrería: Mejora, en % por nivel, la defensa de las tropas.
- Mercado: Produce oro y, a medida que sube de nivel, se consiguen mejores ratios de intercambio entre recursos y oro y más caravanas con las que comerciar o trasladar los recursos.
- Mina: Produce metal.
- Molino: Produce oro y mejora el % de producción de comida.
- Monasterio: Produce esencia y permite entrenar sacerdotes. Además, el nivel de este edificio en la capital aumenta la probabilidad de resucitar Campeones.
- Muralla: Es la principal línea de defensa del pueblo. Proporciona defensa base y aumenta el tiempo de duración de las batallas.
- Orbe: A medida que aumenta su nivel nos proporciona diferentes funcionalidades. Su misión principal es avisar al héroe de la llegada de ataques enemigos.
- Plaza mayor: Aumenta la moral del pueblo y permite construir monumentos que otorgan diferentes ventajas.
- Taberna: Produce oro, aumenta la moral del pueblo y es el lugar en el que se entrenan a los Campeones para realizar las misiones.
- Taller: Mejora el porcentaje de extracción de recursos. A nivel 4 permite entrenar Torres de asedio y a nivel 6, catapultas.
- Templo: Aumenta la moral del pueblo y mejora el ataque, defensa y curación de los sacerdotes. Además, el Templo de la capital aumenta la probabilidad de resucitar Campeones.

## Alianzas
Las alianzas son uno de los elementos fundamentales del juego. Para fundar una es necesario tener el Castillo a nivel 3 y solo es posible hacerlo cuando no se pertenece a ninguna, o en ese caso, tras haberla abandonado.
El fundador de la alianza es el usuario administrador de la misma. Tenga o no tenga cargo asignado, tiene siempre todos los permisos asociados a su cuenta dentro de la alianza. Normalmente el fundador suele ser también el líder, pero eso depende de la organización interna del grupo.

### Facciones
Existen 3 facciones que marcarán el destino del mundo. Los objetivos de estas facciones son tan trascendentes que resulta imposible mantenerse al margen. Todas las alianzas han de decantarse por una facción durante su creación:
- Campeones de la Luz: han jurado lealtad a los dioses, y estos les ayudarán y protegerán defendiendo al mundo de los poderes del mal. Buscan reactivar los monolitos de los dioses para que su poder vuelva a tener el esplendor de antaño, claro y firme, y poder alzar de nuevo un día el gran imperio de la luz, trayendo paz y prosperidad definitivamente sobre la faz de Krynea.
- Caballeros Oscuros: han firmado un pacto con los Señores de la Oscuridad. Estos les protegen a cambio de defender sus intereses: Exterminar a los dioses de la luz y a todos sus siervos. Restableciendo el poder de sus monolitos buscan una nueva oportunidad para aquellas razas que han quedado relegadas y confinadas al inframundo y su oscuridad, reclamando así su venganza.
- Señores de la Magia: buscan reunificar de nuevo el mundo tal y como El Padre de la Magia pretendía hacerlo en su plan original, dando vida de nuevo al mayor artefacto jamás construido, el Menshaltak. Para ello necesitan encontrar y reactivar los grandes cristales de esencia que necesita. Esto arrebataría todo su poder a los dioses, pero cuentan con el apoyo de su gran maestro para lograrlo.

### Diplomacia
La diplomacia es fundamental en Krynea. Las relaciones con otras alianzas pueden marcar el devenir del mundo. Para firmar pactos es requisito indispensable hacerlo entre alianzas para que aparezcan marcados en el mapa. Entre héroes no pertenecientes a ninguna alianza, todo pacto es única y exclusivamente verbal y privado.
Todo pacto firmado entre alianzas es de información para todos los miembros de la alianza, pero su cumplimiento, o no cumplimiento, depende única y exclusivamente de los héroes.
- Alianzas Aliadas: Son aquellas con las que se forjan estrechas relaciones de amistad y apoyo mutuo entre todos sus miembros.
- Alianzas Enemigas: Son aquellas a las que se le ha declarado la guerra abierta a todos sus miembros.
- Pactos de no agresión: Son aquellos pactos destinados a respetar los dominios entre sí, así como acuerdos de paz.

### Cargos y Títulos nobiliarios
Los cargos dentro de una alianza los define el creador de la misma. Estos cargos simbolizan la posición de los jugadores que los ostenten dentro de la alianza. Cada cargo lleva asociados ciertos permisos para el jugador.
Los títulos nobiliarios representan la confianza que los miembros de la alianza tienen en cada héroe. En el listado de miembros de la alianza, cada héroe puede dar su apoyo a sí mismo o al compañero en el que más confíe o con el que llegue a algún tipo de acuerdo. Pero para poder hacerlo es necesario alcanzar los 5.000 puntos de reputación.
Así, dependiendo del número de apoyos conseguido, se puede ostentar el título de Barón, Conde, Marqués, Duque o Rey, que proporcionan un aumento de los puntos de reputación, de la producción de oro de la capital y de la moral de todos los pueblos que posea el héroe con título.

## Tropas
Existe una gran variedad de tropas con características diferentes, tanto en su ataque y defensa como en su capacidad de carga o velocidad de movimiento.
- Infantería Ligera: Son la unidad básica de las tropas a pie.
- Arqueros: Son buenos en el combate a distancia.
- Magos: Dominan poderes mágicos, pero son débiles.
- Sacerdotes: Con sus plegarias pueden revivir a los caídos.
- Infantería Pesada: Enfundadas en gruesas armaduras, son la élite de las tropas a pie.
- Ballesteros: Son los mejores en el combate a distancia.
- Caballería Ligera: Es la unidad básica de tropas montadas.
- Caballería Pesada: Enfundados en gruesas armaduras su poder es mucho mayor que el de la Caballería Ligera.
- Espías: Su habilidad en el sigilo y el espionaje le permiten infiltrarse en otros pueblos y descubrir información.
- Exploradores: Son versátiles en la batalla y pueden llevar a las tropas por senderos para evitar ser detectadas.
- Paladines: Son la élite de las tropas. Su trato con los dioses les permite protegerse de ataques mágicos.
- Archimagos: Magos de gran sabiduría y elevado poder.
- Catapultas: Su labor es reducir el Escudo Arcano, que protege al pueblo, y luego destruir los edificios.
- Torres de Asedio: Proporcionan defensas extra a las tropas.
- Caballeros: Reducen la moral de la población, acompañando al ejército al realizar un ataque, permitiéndote conquistar el pueblo.

Es imprescindible que revises tu producción de comida. Recuerda que las tropas consumen comida, y cuantas más tienes más baja la producción, llegando incluso a estar en negativo (se consume más de la que se produce). Cuando la producción está en negativo el almacén se empieza a vaciar de comida, y en el momento en que esta se acaba las tropas empiezan a abandonar por hambre.
El orden en el que abandonan es siempre primero las más lejanas a su pueblo de origen y por último las que están en él. Dentro de estos batallones, primero abandonan las más baratas (soldados rasos) y finalmente las más caras (unidades especiales). Los abandonos son progresivos en el tiempo y cesan cuando abandonan suficientes tropas para dejar la producción de nuevo en positivo o cuando rellenas con comida tu almacén.

### Bonificadores para las tropas
Los diferentes edificios del pueblo, dependiendo del nivel al que se encuentran, proporcionan una serie de bonificaciones a un determinado tipo de tropa.
- Armería: Bonifica el Ataque cuerpo a cuerpo (CaC de ahora en adelante) y el Ataque a Distancia (AaD) de TODAS las unidades. Obviamente si una unidad tiene un AaD de cero no se ve modificada.
- Herrería: Bonifica la Defensa (no la Defensa Mágica) de TODAS las unidades.
- Campo de entrenamiento: Bonifica el CaC, AaD y Defensa de Infantería Ligera, Infantería Pesada, Arqueros, Ballesteros y Exploradores. Bonifica el Movimiento de Archimagos, Arqueros, Ballesteros, Infantería Ligera, Infantería Pesada, Magos, Sacerdotes e Ingenieros Militares.
- Caballerizas: Bonifica el CaC y la Defensa de Caballería Ligera, Caballería Pesada, Paladines, Caballeros y Espías. Bonifica el Movimiento de Caballería Ligera, Caballería Pesada, Caballeros, Paladines, Espías, Exploradores, Catapultas, Torres de asedio, Colonos y Caravanas.
- Biblioteca: Bonifica el Ataque Mágico y la Defensa (no la Defensa Mágica) de Magos y Archimagos.
- Templo: Bonifica el CaC, la Defensa y la habilidad de curación de los Sacerdotes.
- Taller: Bonifica el AaD y la Defensa de las Catapultas.
- Monumento de guerra: Bonifica el CaC y el AaD de TODAS las unidades.
- Monumento de protección: Bonifica la Defensa de TODAS las unidades.
- Monumento de sabiduría: Bonifica el Ataque Mágico de Magos y Archimagos.
- Monumento de la vida: Bonifica la Curación de los Sacerdotes.
- Carpintería: Bonifica el Movimiento de Catapultas, Torres de asedio, Colonos y Caravanas.
- Muralla: Bonifica el CaC y la Defensa de TODAS las tropas (incluso los apoyos).
- Castillo: Bonifica la Defensa de TODAS las tropas (incluso los apoyos).
- Táctica: Bonifica el CaC, el AaD y la Defensa de TODAS las tropas.
- Fe: Bonifica la Curación de los Sacerdotes.
- Magia: Bonifica el Ataque Mágico de Magos y Archimagos.
- Bonus por PD's: Bonifica el CaC, AaD, Ataque Mágico, Defensa y Defensa Mágica de TODAS las tropas.

Los Exploradores, al igual que los Espías, utilizan caballos para desplazarse (tienen que adelantarse al resto del ejército mientras buscan la mejor forma de acercarse al enemigo sin ser detectados) pero son tropas que combaten a pie (por eso tienen también AaD).
Las Catapultas reciben bonificadores al AaD con el Taller.
La habilidad de Magia reduce el Daño Mágico recibido por las tropas en el % indicado. Por ejemplo: Magia a nivel 3 reduce un 6% el Daño Mágico recibido.

### Colas de entrenamiento
Cuando encargamos un entrenamiento, los recursos destinados al entrenamiento de esas tropas ya son reservados. Cada edificio de entrenamiento tiene una cola distinta. Las distintas colas de entrenamiento son: tropas militares a pie, tropas militares montadas, taller, academia de magos, monasterio y castillo.
En el caso de mercenarios, cuando estos son contratados, tardan al menos media hora en llegar, pero este tiempo depende de la cantidad de mercenarios contratada (cuantos más se contraten más tardan en llegar).
La cancelación de una cola de entrenamiento en curso conlleva una penalización de un 20% de los recursos invertidos, devolviendo al jugador el otro 80%.

### Objetos mágicos
En la Academia de Magia pueden investigarse y fabricarse multitud de objetos mágicos. Cada uno de ellos es adecuado para un tipo de tropa y sus propiedades son muy diferentes.
| Tropa               | Objetos mágicos menores                                                                 | Objetos mágicos mayores                            |
| ------------------- | --------------------------------------------------------------------------------------- | -------------------------------------------------- |
| - Infantería Ligera | - Espada irrompible: +1 al ataque cuerpo a cuerpo - Escudo deflector: +1 a la defensa   | - Bolsa de contención: +20 a la capacidad de carga |
| - Infantería Pesada | - Hacha de fuerza: +1 al ataque cuerpo a cuerpo - Armadura reforzada: +1 a la defensa   | - Botas de velocidad: +15% al movimiento           |
| - Arqueros          | - Arco de visión lejana: +1 al ataque a distancia                                       | - Armadura flexible: +1 a la defensa               |
| - Ballesteros       | - Virotes explosivos: +1 al ataque a distancia                                          | - Brazaletes antimagia: +1 a defensa mágica        |
| - Caballería Ligera | - Caballo mágico: +15% al movimiento - Espada de fuego: +1 al ataque cuerpo a cuerpo    | - Arco de jinete: +4 al ataque a distancia         |
| - Caballería Pesada | - Caballo incansable: +15% al movimiento - Lanza de rayos: +1 al ataque cuerpo a cuerpo | - Esfera de protección: +1 a la defensa            |
| - Paladines         | - Montura sagrada: +15% al movimiento - Espada sagrada: +1 al ataque cuerpo a cuerpo    | - Escudo de la fe: +1 a la defensa                 |
| - Sacerdotes        | - Símbolo sagrado: +2 a curación                                                        | - Túnica sagrada: +3 a defensa mágica              |
| - Magos             | - Capa antimagia: +1 a defensa mágica - Bastón de hechicero: +1 a ataque mágico         | - Libro de magia: +1 a ataque mágico               |
| - Archimagos        | - Túnica de esencia: +1 a defensa mágica - Bastón de archimago: +1 a ataque mágico      | - Perla de sabiduría: +2 a ataque mágico           |
| - Catapultas        | - Explosivo: +3 al ataque a distancia                                                   | - Madera liviana: +15% al movimiento               |
| - Espías            | - Capa de invisibilidad: +1 a la defensa                                                | - Daga mágica: +1 al ataque cuerpo a cuerpo        |
| - Torre de asedio   | - Símbolos de protección: +2 a la defensa                                               | - Gólem protector: +7 al ataque cuerpo a cuerpo    |
| - Exploradores      | - Compañeros animales: +1 al ataque cuerpo a cuerpo                                     | - Flechas de sangre: +1 al ataque a distancia      |

### Mercenarios
Por toda Krynea hay distintos Señores de la Guerra dispuestos a vender sus servicios de mercenarios al mejor postor. Los mercenarios cobran en oro, y por adelantado. Cuando firmas un contrato con ellos es por una cantidad de hombres y por un plazo de tiempo, tras el cual se marchan. No tienen escrúpulos ni contemplaciones, ni tampoco amigos.
Los Señores de la Guerra no son tontos, nunca enviarían a sus hombres a una muerte segura a un pueblo de mala muerte donde ni siquiera se pudieran defender. Siempre miran bien donde asientan sus campamentos en busca de trabajo (Requieren casa del pueblo a nivel 4).
Para contratarlos puedes dirigirte al campamento del señor de la guerra local. Este se encuentra siempre en alguna explanada a las afueras del pueblo. Una vez contratados, tardan un tiempo en reunirse y llegar al pueblo que depende del número de mercenarios contratados con un mínimo de media hora, tras lo cual se podrán ver sus tiendas acampando a las afueras.
Solo se pueden utilizar para defender un pueblo propio (o del que se es gestor temporalmente), nunca pueden ser contratados para atacar en una batalla. Si la necesidad de defensa es inmediata siempre se puede pedir un favor especial al señor de la guerra para que contrate un mago que traiga al instante los mercenarios necesarios (resolución inmediata de colas en la página de Puntos de Destino).
Los Mercenarios NO reciben ningún tipo de beneficio. Son tropas contratadas temporalmente. No han sido entrenadas en el pueblo, su equipo no ha sido fabricado en el pueblo, no conocen las técnicas de defensa del pueblo y no reciben ningún tipo de beneficio por ser súbditos del pueblo (tampoco beneficios por PDs).

### Movimientos de tropas
Las tropas pueden ser desplazadas directamente hacia su objetivo de ataque o defensa desde en pueblo de uruapan vz  pueblo de gobierno y federal estatal mnicipal y comicion de eletricidad federal y y oficiales trancitos municipal , pero también pueden ser desplazadas haciendo escalas en otros emplazamientos.
Se pueden utilizar como emplazamientos de paso (o escalas) los puentes, puertos y asentamientos militares transitables por el usuario (propios, abiertos o aliados). También pueden ser usados como escalas los pueblos propios, pero nunca aquellos pueblos que no lo sean (los pueblos aliados tampoco pueden ser usados como escalas).
Si un batallón ha utilizado escalas para atacar con tropa en tropa, al finalizar el ataque y siempre que el emplazamiento atacado no sea conquistado seguirdad publcia celda y pricion , las tropas intentarán volver al último emplazamiento de patrullas y moto  desde donde han partido a atacar (la última escala) centro de uruapan .
Si un batallón es enviado en modo defensa a un pueblo que no es propiedad del héroe, el batallón no podrá recibir ningún tipo de orden que no sea volver a casa. catearles casa la casa 
La opción de no cancelar el envío de tropas  un envío de tropas está disponible (al igual que sucede con las caravanas del mercado) durante los 10 minutos posteriores al envío. A partir de ese momento el envío no podrá ser abierto plazo .

### Cálculo de rutas
A la hora de calcular una nueva ruta entre dos puntos, el cartógrafo usa el camino más corto disponible en ese momento. Lo habitual es que este camino no esté en línea recta, con lo que el límite máximo de distancia recorrida (1020Km.) se aplica a la ruta a recorrer y no a la distancia entre los puntos.
Cuando una ruta es calculada, se guarda en las cartas cartográficas y se utilizará como ruta por defecto siempre que esté transitable.
Si en determinado momento se abre un paso para poder hacer una ruta más corta y queremos utilizarlo, debemos avisar al cartógrafo para que recalcule la ruta buscando un camino óptimo (botón de recalcular ruta). Si no lo hacemos, y a pesar de estar el nuevo paso abierto, seguiremos utilizando la antigua ruta válida que tenemos en las cartas.

## Ataques
Las tropas pueden enviarse en tres tipos de misión dependiendo de las necesidades de cada momento.
En un ataque en el que las tropas atacantes sean menos del 1% de las tropas defensoras, no habrá batalla. En un ataque coordinado que cumpla este % y el bando atacante sea menor de 200 tropas, tampoco habrá batalla. Las tropas atacantes serán interceptadas y eliminadas en emboscada. Tanto atacante como dueño del emplazamiento defensor recibirán un aviso del senescal.

¿Cual es la diferencia entre batallón y grupo de ataque?
- Unidad: Tropa indivisible dentro de un batallón, grupo de ataque o ejército. Un soldado, sacerdote, mago, catapulta, torre de asedio o caballero. Aunque una catapulta o torre de asedio sea controlada por varios soldados, esta se considera una unidad indivisible.
- Batallón: Grupo de tropas que salen juntas desde su pueblo de origen. Tanto en el resumen de tropas como en el resumen de tropas propias de un informe de batalla, se muestran como una única línea. Los batallones pueden dividirse o unirse en caso de tener el mismo pueblo de origen.
- Grupo de ataque: Conjunto de batallones de un mismo jugador enviados a la vez con un mismo objetivo. En un resumen de tropas, un grupo de ataque pueden ser varias líneas de batallones. En un grupo de ataque, los batallones pueden ser o no del mismo pueblo, pero siempre del mismo jugador.
- Ejército: Conjunto de grupos de ataque y batallones de uno o varios jugadores de la misma alianza que luchan juntos en el mismo bando durante una batalla. Un ejército es cada uno de los bandos de una batalla (atacantes y defensores).

### Tipos de ataques
- Apoyo: las tropas ayudarán al pueblo apoyado a defenderse de ataques. Todas las acciones de apoyo se realizarán de forma coordinada con el resto de apoyos que lleguen a tiempo a la batalla.

- Ataque: las tropas atacan el pueblo objetivo siempre que este no sea del propio héroe. Solo si al llegar al objetivo ven que hay tropas propias allí apoyando, cesarán el ataque para pasar a apoyar.

Si resultan victoriosas saquearán sus recursos, y si incluyen Caballeros la Moral del pueblo se verá reducida. Cuando haya al menos 12 caballeros en un mismo batallón y la moral llegue a 0, el pueblo será conquistado.
- Ataque con aliados: tus tropas no tienen por qué ir solas. Varios miembros de la misma alianza pueden enviar ataques coordinados (calculando bien las horas de llegada) para unir sus esfuerzos en un único ataque demoledor. Las tropas deberán llegar durante el transcurso de la batalla, la cual tiene un duración que depende del tamaño de los ejércitos enfrentados. Lo mejor para un ataque coordinado es hacerlo al segundo, pero llegar unos segundos tarde no tiene porque dejarte fuera del ataque.

No se pueden hacer ataques coordinados a miembros de la propia alianza. Si las tropas llegan a un pueblo controlado por un aliado en modo de ataque coordinado, se quedarán en él para defenderlo.
- Espionaje: los espías atacan un pueblo infiltrándose para conseguir información. Solo se enfrentan contra otros espías. Este tipo de ataque no es detectable salvo que el defensor gane la batalla. Si el defensor pierde, el senescal le avisará de que los espías han desaparecido un par de días más tarde. Los espías no saquean, solo se llevan información.

¿Mandaste tus tropas a atacar y se han quedado defendiendo?

Hay varias situaciones en las que eso puede pasar:
- Si has mandado atacar un pueblo propio.
- Si has mandado atacar un pueblo aliado en ataque coordinado.
- Si has mandado atacar un pueblo que ya tenía alguna tropa tuya apoyando.
En cualquiera de estas situaciones, las tropas se quedarán apoyando, nunca se realizaría un ataque.

### Espionaje
Enviar tus tropas a atacar un objetivo sin estudiar antes sus defensas y posibles apoyos es un poco arriesgado. Si dispones de Espías entrenados puedes enviarlos en misión de Ataque para intentar averiguar todo lo posible sobre tu enemigo. Al llegar a su destino se enfrentarán a los Espías enemigos, y si resultan victoriosos tratarán de recopilar toda la información que puedan. Cuantos más Espías envíes más información traerán.
En ocasiones se realizan ataques de espionaje en los que las tropas enemigas son descubiertas y los espías defensores pasan a la acción enfrentándose entre sombras y callejones a los espías enemigos para conseguir detenerlos.
Si los defensores ganan, el héroe del pueblo atacado recibirán un mensaje de su senescal avisando del enfrentamiento. Si los atacantes ganan, estos espiarán el pueblo y se desharán de los cadáveres de los espías defensores para no levantar sospechas a corto plazo. Esto hace que el héroe del pueblo atacado no reciba aviso de su senescal hasta dos días más tarde, cuando este lleva un tiempo intentando localizar a sus espías y estos no aparecen.
Esto puede producir el efecto de que los espías defensores desaparezcan sin aviso y sin dejar rastro, hasta dos días más tarde.
Además, los espías no son una tropa militar. Ellos solos no entran en batalla. Cuando se envía un ataque de espionaje desde un puente, puerto o asentamiento militar, la retaguardia tiene que quedar siempre bien cubierta. Si el emplazamiento del que salieron los espías es conquistado, al regresar no atacaran el emplazamiento salvo que vayan acompañados por unidades militares de algún tipo. Las unidades militares siempre atacarán el emplazamiento para intentar reconquistarlo. Es vital cubrir las retaguardias para que las tropas siempre tengas la posibilidad de volver sobre sus pasos.

### Orbe y detección de ataques
Este prodigio de la magia permite la comunicación masiva e instantánea entre los miembros de una alianza. Además resulta crucial en la defensa, ya que se utiliza para vigilar los terrenos cercanos. Cuanto mayor sea su nivel, con mayor antelación te enterarás de los ataques a ese pueblo. La única forma de evitar la vigilancia del Orbe es enviando Exploradores con las tropas atacantes, que buscan rutas menos vigiladas para intentar pasar desapercibidas el mayor tiempo posible.
Cuando un héroe tiene un pueblo con un orbe a nivel 9 o 10, al recibir un ataque su orbe mandará automáticamente aviso también a sus aliados cercanos, tanto para informarlos del peligro como para informarlos por si pueden y quieren ayudarlo en la defensa. Cuando se recibe este mensaje basta con ver el pueblo que va a ser atacado para saber a que héroe pertenece.
En ocasiones, cuando se recibe un ataque el orbe avisa de que llegan "al menos" X cantidad de enemigos. El orbe no da la cantidad exacta, sino que avisa de que "al menos" llegan esos hombres. Cuanto mayor es el nivel del orbe mayor es la fiabilidad de los datos que aporta y mayor su capacidad de detectar el número exacto de atacantes. Es recomendable subir el nivel del orbe lo máximo posible para obtener los mejores datos para la batalla.

### Resolución de batallas
Las batallas se resuelven por turnos en el siguiente orden:
- 1. Primer turno, ataques a distancia: Arqueros, ballesteros y catapultas atacan a la vez, salvo que el defensor tenga la muralla al menos a nivel 7, con lo que atacará primero el defensor y después el atacante. Los disparos realizados se reparten contra todos los batallones del otro bando, repartiendo también así el daño.

- 2. Segundo turno y siguientes: Catapultas, ataques cuerpo a cuerpo y mágicos. El resto de tropas que no atacan a distancia se ensarzan en una pelea que puede durar uno o varios turnos, dependiendo de la cantidad de tropas en cada bando. El número de tropas y los niveles de muralla y foso marcarán la duración total de la batalla.

Las catapultas atacantes intentarán disparar 5 veces contra la ciudad, en 5 turnos, una vez por turno, golpeando en el escudo arcano y/o destruyendo estructuras.
El ataque de catapultas sobre las estructuras se resuelve durante los ataques cuerpo a cuerpo, de tal forma que si las catapultas merman las defensas de la ciudad, esas defensas se verán reducidas en ese mismo turno.
Los magos realizan el ataque mágico a la vez que se hacen los ataques cuerpo a cuerpo. Su daño solo puede ser parado por aquellas tropas con defensa mágica u objetos mágicos que se la proporcionen. La habilidad de magia del héroe también ayuda en la protección contra estos ataques.
Las torres de asedio ayudan en el combate cuerpo a cuerpo a bajar la defensa base que proporcionan la muralla y foso.
El ataque cuerpo a cuerpo se realiza hasta que se den las condiciones de victoria (el defensor se queda sin tropas) o de retirada (los atacantes pierden más bajas de las aceptables). Si ganan los atacantes los Espías supervivientes (si los hubiera) realizarán su labor, y los Caballeros disminuirán la Moral del pueblo atacado. Si la Moral llega a 0, el atacante dispone de reputación disponible suficiente y hay al menos 12 caballeros que formen parte del mismo batallón para tomar el mando de la corte, el pueblo es conquistado y los 12 caballeros se quedan en el pueblo para gobernarlo. Los caballeros no coordinan sus labores diplomáticas, solo el batallón con más caballeros bajará moral al pueblo atacado.
En las batallas no solo influyen las características y cantidades de cada tipo de tropa en cada bando, sino también las bonificaciones aportadas por sus pueblos, objetos mágicos, bonificaciones adquiridas con Puntos de Destino y las habilidades del héroe, tales como Geografía, Asedio, Táctica, Magia, etc.

Duración de una batalla.

El tiempo de duración de una batalla depende del número de tropas del bando más pequeño y de los tiempos que sume la muralla y el foso en caso de existir. El tiempo puede variar entre los 0 segundos (instantánea) hasta un máximo de 12 horas (llamadas comúnmente macros por la comunidad de jugadores). Esto solo se da en grandes batallas con cientos de miles e incluso millones de tropas, normalmente cerca del final de la campaña. Ninguna batalla, por muchas tropas que participen en ella, durará más de 12 horas, con el fin de que ninguna batalla se alargue eternamente.
A medida que llegan tropas coordinadas durante la batalla a cualquiera de los dos bandos, el tiempo se irá dilatando hasta el máximo de 12h. Para poder coordinar distintos batallones, tanto en ataque como en defensa, estos han de llegar mientras la batalla todavía está en curso.

Senescal: el informe de batalla.

Cuando se participa en una batalla, el senescal tiene información sobre las tropas que se han enviado a ella. Si tras la batalla hay tropas que sobreviven y regresan, estas le darán información al senescal sobre los enemigos. Pero si todas las tropas mueren en el campo de batalla no regresa nadie que pueda traer información, por lo tanto el senescal solo puede informar sobre las tropas enviadas, no sobre las del enemigo.

Porcentaje de bajas permitidas.
No siempre querrás enviar las tropas a luchar a muerte hasta el último hombre. En el momento de enviar tus soldados (tanto en apoyo como en ataque) puedes elegir el porcentaje de bajas que estás dispuesto a asumir antes de ordenar la retirada. Eso sí: si tus hombres se retiran no habrá saqueo, ni espionaje, ni reducción de Moral en el pueblo atacado.
Puede suceder que, a pesar de enviar tus tropas con % de bajas permitidas inferior al 100%, todas caigan en la batalla. Eso puede pasar en el caso de que el ejército enemigo sea muy superior en número. La batalla se resuelve por turnos, y la comprobación de bajas se hace al final de cada turno, si el porcentaje de bajas se cumple, entonces las tropas abandonan la batalla en retirada.
Si la superioridad enemiga es tan grande que todas las tropas son aniquiladas en el primer turno... no quedan tropas al final del turno que puedan batirse en retirada. Estas, a pesar de tener un porcentaje de bajas inferior al 100%, no han tenido ocasión de poder escapar.

### Conquistas
Para conquistar un pueblo de otro héroe, no solo hay que atacarlo, sino que además hay que convencer a los habitantes de que acepten el nuevo señor. Eso se hace minando su moral para que con el señor actual se sientan indefensos. Minar la moral del pueblo es una labor para los caballeros, nobles cortesanos formados en las artes de la política y la oratoria.
Para poder hacerse con el control de pueblo es necesario, además, invertir 1000 monedas de oro y 1000 puntos de esencia por el número actual de pueblos y asentamientos del héroe. Con ellos se organizarán los nuevos gobiernos, defensas mágicas, sincronización del orbe, etc. Cada caballero enviado ayudará en la tarea de minar la moral del pueblo, pero el tamaño del ejército que lo acompañe le ayudará a que sus palabras sean si cabe más convincentes.
Para conquistar lo más rápido posible interesa mandar la mayor cantidad de caballeros y soldados que podamos. Solo si son al menos 12 caballeros en un mismo batallón podrán bajar la moral y hacerse con el control del pueblo. Las labores diplomáticas no pueden coordinarse, solo el batallón con más caballeros se encargará de bajar la moral del pueblo atacado. El batallón que se quede gobernando el pueblo lo hará íntegramente con todos sus caballeros (es decir, los caballeros que consigan conquistar el pueblo dejarán de existir). Además la fuerza de ataque combinada de todos los batallones atacantes deben superar la Defensa Base del pueblo (proporcionada por la Muralla y el Foso), de lo contrario no podrán atravesar las puertas del mismo y no conquistarán ni reducirán Moral.
Si un pueblo no es conquistado en el primer ataque, este irá recuperando la moral perdida poco a poco. Si el ataque de conquista es desde demasiado lejos, esto puede hacer que para cuando las tropas conquistadoras lleguen, su moral se haya recuperado. Un pueblo que está siendo atacado por caballeros y ha perdido moral recupera 5 puntos por hora + su bonificador a la moral por la habilidad de liderazgo de su héroe (este bonificador se aplica tanto a la base como a los puntos recuperados). Para conquistar es importante no solo mandar cuantos más caballeros y soldados mejor, sino también dejar pasar el mínimo tiempo posible entre ataque y ataque.
Para defenderse de un ataque de conquista, lo más importante es tener la mejor defensa posible, tanto en muralla y foso, como en tropas, para que los caballeros enemigos no lleguen a entrar en el pueblo, o al menos, causarles la mayor cantidad de bajas. Los apoyos aliados o la contratación de mercenarios puede llegar a salvar a un pueblo de una conquista.
Las capitales, principal pueblo del héroe, marcadas en el mapa con una bandera con franjas doradas, no son pueblos conquistables. Sus habitantes son fieles seguidores del héroe, y darían su vida por él si es necesario. La única forma de acabar con la capital de un jugador es destruyéndola por completo, sin dejar piedra sobre piedra.
- Si un héroe tarda 40 días en conectarse a su cuenta, esa inactividad hará que su capital pierda su estatus, pasando a convertirse en un pueblo normal, siendo así conquistable.
- Un héroe sin capital puede nombrarla en la casa del pueblo de cualquiera de sus restantes pueblos.

Para conquistar un asentamiento militar el atacante tiene que disponer de la misma cantidad de oro que para fundar uno nuevo y atacar el asentamiento militar que desea conquistar con al menos un caballero. Una vez las tropas del propietario sean destruidas por completo el caballero tomará posesión y mando del asentamiento que pasará a manos del atacante. Los asentamientos militares no usan la puntuación de moral para las conquistas.
Entre conquista y conquista es necesario esperar tantas horas como pueblos tenga el héroe en ese momento. Ejemplo: Con cinco pueblos, y conquistado el sexto, habría que espera seis horas para poder conquistar el séptimo.
En conquistas, igual que en fundación de nuevos pueblos y asentamientos, se aplica el número de pueblos estables que un héroe puede tener dependiendo de su habilidad de liderazgo. Si no tienes los puntos necesarios de liderazgo existen posibilidades de sufrir revueltas.
Puede parecer que un 1% de probabilidades de tener una revuelta es poco, pero cuando un héroe controla 20 o 30 pueblos, a una tirada por cada pueblo por cada hora, son unas 20 o 30 tiradas por hora. Sacar un 1 en 1D100 no es difícil.
Cuidado con la inestabilidad en liderazgo, puede ser muy peligrosa. Lo recomendable es tener siempre el liderazgo necesario antes de conquistar o construir el nuevo pueblo.
| Condiciones para bajar moral en ataques de conquista (Si no se cumple alguna de estas condiciones tus caballeros y tu ejército atacarán, pero no bajarán moral) |
| --- |
| - Tener al menos 12 caballeros en un mismo batallón en el ejército atacante: los batallones de caballeros no coordinan sus labores diplomáticas. Solo actúa aquel batallón con más caballeros que haya participado en la batalla. Da igual que los caballeros sean del mismo pueblo, tienen que estar en el mismo batallón para coordinar sus labores diplomáticas (bajar la moral). |
| - El ejército atacante (que puede estar formado de cualquier número de batallones de cualquier cantidad de jugadores aliados) debe tener una fuerza de ataque combinada superior a la Defensa Base del pueblo atacado (la Defensa Base de la Muralla y el Foso). Esta Defensa Base se ve reducida normalmente con Torres de Asedio.                                                  |
| - Disponer en el pueblo de origen de dichos caballeros de tanto oro y esencia como tu cantidad de emplazamientos x 1000. |
| - Esperar tantas horas como pueblos tengas desde tu última conquista. |

Ejemplo: Tienes 5 pueblos y te dispones a conquistar el sexto. Necesitarás enviar al menos 12 caballeros en un batallón junto con más tropas para superar la Defensa Base del pueblo a conquistar (pueden ser tropas de otros pueblos), y tener en su pueblo de origen disponibles 5.000 de oro y 5.000 de esencia que se invertirán en el pueblo conquistado en el momento de la conquista.

### Destrucción de un pueblo y Escudo arcano
Destruir un pueblo implica, normalmente, una serie de ataques continuados de catapultas. Solo se destruye definitivamente un pueblo cuando pierde todos sus edificios y es borrado del mapa. Cualquier pueblo puede ser destruido, incluidas las capitales, pero no así los puentes o puertos, que solo pueden ser arrebatados eliminando todas las tropas que en ese momento lo controlan.
Una de las principales funciones de los magos es proteger a las gentes del pueblo, y uno de los ataques más demoledores que solo la magia puede detener es el de las catapultas. El escudo arcano es uno de los primeros sistemas de protección que los magos habilitan sobre un pueblo para protegerlo.
Los magos pueden utilizar la esencia acumulada para transformarla en un campo protector invisible capaz de absorber los impactos de las catapultas. Parar un disparo de una catapulta consume energía mágica, y este escudo arcano aguantará mientras haya esencia acumulada. Cuando la esencia se agote no se podrá mantener este campo de fuerza y los proyectiles de las catapultas caerán sobre el pueblo.
Este escudo no es una cúpula localizada sobre el interior del pueblo, sino que protege a todos los edificios del mismo estén dentro o fuera de él, incluyendo los productores de recursos del exterior. Es activado automáticamente cuando el atacante dispone de catapultas, y usará toda la esencia disponible almacenada (no la que esté en caravanas u ofertas del mercado). Parar un disparo de una catapulta consume 10 puntos de esencia y cada catapulta puede efectuar un máximo de 5 ataques por batalla.

### Rechazar Apoyos
Para evitar que un enemigo salga de su alianza para, como neutral, enviar apoyos a tu pueblo que puedan recibir informes de defensa y de esa forma actuar como aliados espía infiltrados, existe una opción dentro de la casa del pueblo (un check) que puedes habilitar para rechazar automáticamente todo apoyo que llegue al pueblo y que no sea de un miembro de tu alianza o alguna alianza aliada.
Esta opción está por defecto deshabilitada al comenzar ya que nadie empieza con alianza y todo el mundo puede llegar a necesitar un apoyo de un tercero en algún momento, pero es buena idea habilitarla en el momento en el que entramos a formar parte de una alianza.

## Artefactos
Un artefacto es una gran "máquina" mágica, a medio camino entre un objeto mágico, una maravilla de la alquimia y un gran mecanismo. Es la alquimia la rama del conocimiento encargada de estudiar, desarrollar y fabricar estos artefactos. Son los magos los que suelen dedicarse al estudio de la alquimia, pero dado su poder, es común que los héroes dediquen gran parte de su tiempo y su interés al estudio de estos conocimientos.
El artefacto se alimenta de la esencia recogida y almacenada en el pueblo, igual que cualquier otro artefacto mágico (como el orbe o el escudo arcano), pero al contrario de los artefactos comunes, este artefacto genérico no tiene un efecto único y específico, sino que puede ser preparado para realizar distintos efectos mágicos según los arcanos que sean inscritos en él a través de runas.

### Alquimia y Magia
La alquimia es el arte y conocimiento de combinar la energía mágica, la voluntad y la materia. La magia no solo son hechizos y tus tropas necesitan objetos mágicos que aumenten sus capacidades. Por esa razón experimentas en el laboratorio con métodos para poder fabricarlos con mayor rapidez. Cada nivel en Alquimia reduce el tiempo de creación de objetos mágicos en un 4%.
En la creación de artefactos, la alqumia es esencial ya que marca el límite de runas totales que podrás inscribir en estos (Alquimia x2). Tu nivel de alquimia es también el nivel límite de runas que sabes usar en un mismo arcano, limitando el nivel máximo de arcano que puedes investigar. Alquimia también marca tu habilidad de improvisar en esta disciplina, pudiendo adaptarte a la situación cuando inscribes arcanos por encima de tus conocimientos (umbral rúnico).
Ejemplo: Con Alquimia 5, umbral rúnico 10 y 10 runas inscritas, intentamos inscribir un nuevo arcano de 2 runas. Serían un total de 12 runas. Nuestras posibilidades de fallar serían de un 40%. (12 totales - 10 de umbral rúnico * 20)
La magia es la rama del conocimiento que se encarga de estudiar la teoría mágica más pura. Tu fascinación y talento con la misma asombran a tus archimagos. En vuestros debates diseñáis formas de combinar este arte con el de la guerra, aumentando el poder de los ataques y defensas mágicas de tus ejércitos en un 2% por nivel. Esta defensa también protege a tropas sin la habilidad de defensa mágica. También se aplica tu conocimiento mágico en el poder que logras alcanzar en algunos de los arcanos que inscribes en tus artefactos.

### Grimorio
Las runas son complejas, y el combinarlas en arcanos más todavía. Es por eso que los arcanos son complejos, complicados y peligrosos. Un solo fallo podría acabar con la vida de mucha gente. Cuando un mago o héroe aprende un arcano, es vital que todo a su respecto esté detallado por escrito en su libro de magia, su grimorio. El grimorio es más que un simple libro, es un objeto mágico asociado a su dueño y solo el lo puede abrir o leer sus páginas. También está protegido contra el paso del tiempo para salvaguardar el conocimiento depositado en él.
Cada grimorio es único e intransferible. Aprender un arcano es un proceso que requiere una alta inversión de tiempo, dinero para pagar a aquel que te lo enseña, y esencia para poder practicarlo e inscribirlo en el grimorio. El grimorio está accesible a través de la zona de Perfil del héroe, pestaña "Grimorio". Los arcanos registrados en el grimorio pueden ser inscritos en cualquier artefacto del héroe.

### Runas
Las runas son símbolos mágicos que por su propia naturaleza tienen la capacidad de almacenar y canalizar la voluntad del alquimista sobre el objeto o artefacto donde están inscritas. Cada runa tiene unas propiedades y efectos distintos, cada una representa una fuerza, un poder, una acción, una condición, un pensamiento...
Las runas se inscriben mediante rituales mágicos en los que es necesario tiempo, conocimientos, cristales de esencia y mucha de esta energía mágica. Estas runas pueden estar talladas directamente sobre el objeto o dibujadas con elementos alquímicos especiales que les proporcionan ciertas cualidades. En un artefacto caben tantas runas como su nivel. No existen unas runas estándar, sino que cada mago o academia de magia trabaja con runas propias que acaban convirtiendo en habituales. Algunos de los mejores archimagos son capaces de entender y trabajar con runas de distintos magos o escuelas. La combinación de estas runas crea efectos específicos en situaciones específicas, conocidos con el nombre de Arcanos.

### Arcanos
Los Arcanos son grupos de runas, combinadas inteligentemente para formar determinados efectos. Solo los grandes archimagos tiene el conocimiento suficiente para crear nuevos arcanos sin "volar por los aires". Es un proceso muy complejo y delicado en el que se trabaja con enormes cantidades de energía, que puede ser muy peligrosa si no se controla de forma adecuada. A lo largo de la superficie del mundo pueden verse cicatrices de grandes fallos arcanos, como puede ser la Tierra Herida de Sáshar o las propias Tierras de Fuego.
Las academias y escuelas de magia han creado a lo largo de la historia una serie de arcanos muy útiles que se han extendido como conocimiento de dominio público entre las distintas escuelas y alquimistas. La mayoría de los alquimistas se dedican a investigar y estudiar estos arcanos conocidos. Pocos son los que se arriesgan a jugarse la vida (y la de sus vecinos) intentando desarrollar nuevos arcanos.
Existen 5 niveles distintos de Arcanos, que ocuparán tantas runas en el artefacto como nivel al que pertenezcan. La mayoría de los arcanos solo pueden ser inscritos una vez en los artefactos, pero algunos de ellos pueden ser inscritos más de una vez en el mismo artefacto, incrementando así su poder, efecto o el número de veces que puede ser usado, eso depende de cada arcano. Cada una de las inscripciones ocupa tantas runas como el arcano original. Por ejemplo, un arcano de nivel 2, inscrito 2 veces, ocuparía 4 runas en el artefacto.
| Nivel 1 (1 Runa) | Nivel 2 (2 Runas) | Nivel 3 (3 Runas) | Nivel 4 (4 Runas) | Nivel 5 (5 Runas)                                                    |
| --- | --- | --- | --- | -------------------------------------------------------------------- |
| - Regeneración -- Inscrip.: 1 - Canalización -- Inscrip.: 1 - Focalización -- Inscrip.: 1 - Transferir esencia -- Inscrip.: 2 - Teleportar objeto -- Inscrip.: 3 - Monturas aladas -- Inscrip.: 1 - Tormenta -- Inscrip.: 1 - Autodestrucción -- Inscrip.: 1 - Agilidad superior -- Inscrip.: 2 - Camuflaje natural -- Inscrip.: 1 | - Rescate -- Inscrip.: 1 - Resonancia -- Inscrip.: 1 - Escudo de fuerza -- Inscrip.: 2 - Orbisciente -- Inscrip.: 1 - Campo de fuerza -- Inscrip.: 2 - Lluvia de meteoros -- Inscrip.: 2 - Escudo cooperativo -- Inscrip.: 1 - Lodazal -- Inscrip.: 1 - Abismo -- Inscrip.: 1 - Almacén secreto -- Inscrip.: 1 - Coloso -- Inscrip.: 2 | - Resurrección de tropas -- Inscrip.: 1 - Ataque mágico -- Inscrip.: 2 - Viaje interplanar -- Inscrip.: 2 - Terror -- Inscrip.: 2 - Objetos potenciados -- Inscrip.: 1 - Proyectiles de fuego -- Inscrip.: 1 - Elemental protector -- Inscrip.: 1 | - Elemental de agua -- Inscrip.: 1 - Ofuscación -- Inscrip.: 1 - Tormenta de rayos -- Inscrip.: 1 - Piedras vivas -- Inscrip.: 1 | - Senderos laberínticos -- Inscrip.: 2 - Resurrección -- Inscrip.: 1 |

### Umbral Rúnico
El umbral rúnico es el punto de equilibrio mágico que el mago o héroe ha aprendido a controlar con su experiencia. Todos los artefactos necesitan de grandes cantidades de esencia para funcionar. Las runas y arcanos manipulan esta esencia para lograr aquellos efectos para los que han sido inscritos, haciendo que estas corrientes de esencia puedan llegar a crear interferencias o efectos no deseados entre sí. Es labor del arcanista el controlar estos efectos para hallar la estabilidad del artefacto, y solo la experiencia otorga este conocimiento.
El umbral rúnico de un héroe es igual a su habilidad de Alquimia x2 (Alquimia 5 = Umbral rúnico 10). Este es el número total de runas que el héroe es capaz de mantener en estabilidad en el conjunto de sus artefactos. El umbral rúnico no es un límite, sino un punto de equilibrio. Si un héroe quiere inscribir runas por encima de su umbral rúnico de conocimiento, deberá improvisar, y al hacerlo se arriesga a fallar. Las probabilidades de fallar dependen de las runas que tenga inscritas (consultar sección de Alquimia y Magia).
Si el proceso falla y no logra mantener la estabilidad puede tener que enfrentarse a terribles consecuencias. Estos son algunos de los efectos más comunes que han sido documentados:
- Amnesia: El arcano se pierde del Grimorio y de todos los artefactos que lo tuvieran activo.
- Disrupción de energía: Una alteración puede inutilizar varios de los arcanos activos en distintos artefactos.
- Fractura en los cristales: El artefacto pierde todas las runas inscritas y varios niveles.
- Explosiones: La energía puede descontrolarse en toda la zona, en forma de fuertes explosiones que pueden dejar muertos y dañar estructuras.
- Ondas mentales: Fuertes explosiones pueden convertirse en ondas mentales que pueden afectar a varios pueblos, extendiéndose a través de los orbes activos. Muchas personas han sufrido horribles dolores y convulsiones con ellas. Normalmente, la moral de la población puede verse seriamente afectada.
- Saturación de orbes: Los orbes pueden verse afectados por lar perturbaciones, causándoles serios daños en los que pueden perder varios niveles.
- Pérdida de esencia: Durante el ritual las runas activas en los demás artefactos pueden entrar en un proceso de inestabilidad en el que comienzan a absorber mucha más esencia de la que deberían, llevando a los artefactos derechos a un colapso general y causando graves pérdidas de esencia.

## Campeones y misiones
Los campeones son aventureros clásicos, cazatesoros a sueldo, que pueden ser contratados por el héroe en la taberna. Hay cuatro arquetipos de campeones: Gerrero/a, Explorador/a, Mago/a y Sacerdote/Sacerdotisa.
Los campeones se contratan en la taberna, hasta un máximo de 8, y cada uno de ellos tiene un nombre propio, sexo y una imagen de avatar que podemos cambiar a nuestro gusto. El nivel de la Taberna de la capital del héroe determina el número de campeones que puedes contratar; el primero estará disponible a nivel 3 de la Taberna, el segundo a nivel 4, y así sucesivamente hasta 8 héroes a nivel 10.
Cada campeón irá subiendo de nivel a medida que vaya resolviendo misiones y consiguiendo Puntos de Experiencia(PXs) que podrá invertir en subir sus habilidades o en comprar Pericias.
Cuando un campeón muere en una misión, los sacerdotes pueden intentar resucitarlo. Tiene unas probabilidades base de resurrección de un 5%, pero este porcentaje se ve bonificado por el nivel del Templo y del Monasterio de la capital hasta un máximo de un 25%. En cualquier momento el héroe puede optar por el "camino rápido" a la hora de resucitar un campeón y hacerlo directamente a través de una ofrenda a los dioses (con una inversión de 3 PDs).
Cada campeón tiene las siguientes características, que solo se pueden incrementar a medida que sube de nivel de forma automática (Puntos de vida por ejemplo) o con objetos mágicos:
- Daño: El daño base que causa al golpear con su arma.

- Resistencia: Su robustez y aguante a la hora de encajar los golpes recibidos.

- Daño mágico: Daño base causado por los hechizos lanzados.

- Resistencia mágica: Fortaleza a la hora de encajar y/o disipar un ataque mágico.

- Puntos de vida: Cantidad de golpes que es capaz de resistir un campeón.

- Regeneración: Habilidad proporcionada por algunos objetos mágicos, permitiendo al campeón regenerar sus heridas.

- Sanación: Es una habilidad exclusiva del sacerdote. Tiene unas probabilidades de un 50% + un 2% por nivel del sacerdote de curar un punto de vida por turno a un campeón herido al azar del grupo.

### Habilidades de los Campeones
Cada tipo de Campeón empieza con ciertas puntuaciones en algunas Habilidades que dependerán de su categoría. Estas puntuaciones pueden subirse con Puntos de Experiencia (PXs) obtenidos por resolver misiones, hasta una puntuación máxima de 10, y cuyos costes varían en función de la facilidad o dificultad con la que cada tipo de campeón puede aprender determinadas cosas (por ejemplo, a un guerrero le resulta mucho más sencillo aprender a usar un arma que aprender a hacer magia).
Todos los Campeones comparten una serie de Habilidades:
- Abrir cerraduras: Fundamental para entrar en zonas cerradas. Una puerta cerrada que no pueda abrirse de ninguna manera supone que la misión queda abortada.

- Acrobacias: Muy útil para evitar trampas y abismos.

- Conocimiento: No todos los obstáculos pueden ser superados con la fuerza física. A veces es necesario conocer la solución a un enigma para poder avanzar.

- Magia: Esta Habilidad no se refiere al lanzamiento de hechizos, sino al conocimiento sobre el propio entramado de la magia, lo que permite superar defensas o trampas mágicas (entre otras cosas).

- Proezas de fuerza: Hay obstáculos que requieran de fuerza bruta para poder ser superados (pesados rastrillos, puertas encalladas, rocas que impiden el paso...).

- Reflejos: No solo mide la rapidez para actuar en combate (aunque esa es su función más importante), también resulta útil para esquivar diversas trampas.

- Sigilo: Algunos lugares están custodiados por guardianes que vigilan la entrada o el interior del recinto. Si esos guardianes ven a los Campeones pueden dar la alarma y avisar a las criaturas del interior de su presencia. Esta habilidad es idónea para evitarlos.

- Ataque: Un campeón puede ser diestro con una o varias armas, tanto cuerpo a cuerpo como a distancia. Esta habilidad engloba todos estos conocimientos de lucha.

- Defensa: Los ataques enemigos pueden llegar en multitud de formas. Pueden esquivarse, pararse con un arma, con escudos, armaduras o mediante técnicas de cobertura.

- Ataque mágico: Destreza del hechicero y practicantes de la magia para atacar usando los conocimientos arcanos.

- Defensa mágica: Habilidad y rapidez a la hora de defenderse de ataques mágicos del enemigo bloqueando, dispersando, desviando o disipando su magia.

### Pericias de los Campeones
Cada campeón puede gastar sus PXs en pericias (especializaciones), además de en habilidades generales. Cada pericia tiene un coste fijo de 100 PXs, independientemente de su nivel.
Las pericias están divididas en 10 niveles. Un campeón puede acceder a nuevos niveles de Pericias a medida que sube de nivel.
| Nivel 1 | - El paso del silencio: Suma otro dado al sacar un crítico en Sigilo. - Canalización telúrica: Suma otro dado al sacar un crítico en Magia. - Recordar el subconsciente: Suma otro dado al sacar un crítico en Conocimiento. - Flexibilidad: Suma otro dado al sacar un crítico en Acrobacias. - Furia de titanes: Suma otro dado al sacar un crítico en Proezas de fuerza. - Cerrajería avanzada: Suma otro dado al sacar un crítico en Abrir cerraduras. - Vista de lince: Suma otro dado al sacar un crítico en Reflejos. - Puntos vitales: Al causar daño el oponente tendrá un 15% de probabilidades de perder 1 PV cada asalto hasta que reciba curación mágica o se regenere. - Encajar golpes: Hay un +10% de probabilidades de evitar daño en puntos vitales. - Reflejos felinos: Bonificación de +2 a la iniciativa en ataques. |

| Nivel 2 | - Ataque rápido: Tirar dos dados y coger el mayor solo en el primer asalto de combate. - Lucha contra no muertos: Bono de +1 al luchar contra no muertos. - Lucha contra bestias: Bono de +1 al luchar contra bestias. - Lucha contra demonios: Bono de +1 al luchar contra demonios. - Lucha contra criaturas voladoras: Bono de +1 al luchar contra criaturas voladoras. - Lucha contra goblinoides: Bono de +1 al luchar contra goblinoides. - Lucha contra criaturas mágicas: Bono de +1 al luchar contra criaturas mágicas. - Enlace Vital: Al recibir daño del enemigo, este tiene un 10% de probabilidades de perder 1 PV. - Curación rápida: Al recibir curación hay un 10% de probabilidades de recuperar 1 PV adicional. |

| Nivel 3 | - Disimular ruidos: Repetir una tirada fallida en Sigilo. - Retomar control mágico: Repetir una tirada fallida en Magia. - Recuerdos ancestros: Repetir una tirada fallida en Conocimiento. - Saber caer: Repetir una tirada fallida en Acrobacias. - Sacar fuerzas: Repetir una tirada fallida en Proezas de Fuerza. - Desactivar trampas: Repetir una tirada fallida en Abrir Cerraduras. - Movimientos rápidos: Repetir una tirada fallida en Reflejos. - Esquivar: Evitar el daño de un ataque renunciando al siguiente ataque propio - Puntos vitales II: Al causar daño el oponente tendrá un +15% de probabilidades de perder 1 PV cada asalto hasta que reciba curación mágica o se regenere. - Encajar golpes II: Hay un +10% de probabilidades de evitar daño en puntos vitales. - Compañero animal: Nivel 1, halcón familiar. Nivel 2, lobo familiar. Nivel 3, warg familiar. El animal familiar lucha con el campeón. |

| Nivel 4 | - Caminar ligero: Aumenta la categoría del dado en Sigilo (1d6 → 1d8 o 1d8 → 1d10) - Focalizar magia: Aumenta la categoría del dado en Magia (1d6 → 1d8 o 1d8 → 1d10) - Estudios avanzados: Aumenta la categoría del dado en Conocimiento (1d6 → 1d8 o 1d8 → 1d10) - Herrajes profesionales: Aumenta la categoría del dado en Acrobacias (1d6 → 1d8 o 1d8 → 1d10) - Desarrollo muscular: Aumenta la categoría del dado en Proezas de Fuerza (1d6 → 1d8 o 1d8 → 1d10) - Ganzúas mejoradas: Aumenta la categoría del dado en Abrir Cerraduras (1d6 → 1d8 o 1d8 → 1d10) - Alerta constante: Aumenta la categoría del dado en Reflejos (1d6 → 1d8 o 1d8 → 1d10) - Lucha contra no muertos II: Bono de +1 al luchar contra no muertos. - Lucha contra bestias II: Bono de +1 al luchar contra bestias. - Lucha contra demonios II: Bono de +1 al luchar contra demonios. - Lucha contra criaturas voladoras II: Bono de +1 al luchar contra criaturas voladoras. - Lucha contra goblinoides II: Bono de +1 al luchar contra goblinoides. - Lucha contra criaturas mágicas II: Bono de +1 al luchar contra criaturas mágicas. - Área de efecto: El ataque mágico afecta a 1 objetivo adicional. - Bloquear: Con un crítico en defensa se obtiene un +1 a las demás defensas de ese asalto. - Reflejos felinos II: Bonificación de +2 a la iniciativa en ataques. - Fortaleza: Aumenta en +1 los Puntos de Vida. |

| Nivel 5 | - Metodológico: Tira dos dados y se queda con la mejor puntuación al usar una habilidad. - Ocultación y camuflaje: Tira dos dados y se queda con la mejor puntuación al usar Sigilo. - Improvisación mágica: Tira dos dados y se queda con la mejor puntuación al usar Magia. - Desarrollo multidisciplinar: Tira dos dados y se queda con la mejor puntuación al usar Conocimiento. - Movimientos imposibles: Tira dos dados y se queda con la mejor puntuación al usar Acrobacias. - Mañoso: Tira dos dados y se queda con la mejor puntuación al usar Proezas de Fuerza. - Alquimia del metal: Tira dos dados y se queda con la mejor puntuación al usar Abrir Cerraduras. - Sentidos desarrollados: Tira dos dados y se queda con la mejor puntuación al usar Reflejos. - Desestabilizar: Con un crítico en Ataque el oponente pierde uno de sus siguientes ataques - Puntos vitales III: Al causar daño el oponente tendrá un +15% de probabilidades de perder 1 PV cada asalto hasta que reciba curación mágica o se regenere. - Encajar golpes III: Hay un +10% de probabilidades de evitar daño en puntos vitales. - Aturdir: Al causar daño hay un 5% de probabilidades de que el oponente sufra un -1 a sus Ataques y Defensas durante todo el combate. |

| Nivel 6 | - Caminar ligero II: Aumenta la categoría del dado en Sigilo (1d6 → 1d8 o 1d8 → 1d10) - Focalizar magia II: Aumenta la categoría del dado en Magia (1d6 → 1d8 o 1d8 → 1d10) - Estudios avanzados II: Aumenta la categoría del dado en Conocimiento (1d6 → 1d8 o 1d8 → 1d10) - Herrajes avanzados II: Aumenta la categoría del dado en Acrobacias (1d6 → 1d8 o 1d8 → 1d10) - Desarrollo muscular II: Aumenta la categoría del dado en Proezas de Fuerza (1d6 → 1d8 o 1d8 → 1d10) - Ganzúas mejoradas II: Aumenta la categoría del dado en Abrir Cerraduras (1d6 → 1d8 o 1d8 → 1d10) - Alerta constante II: Aumenta la categoría del dado en Reflejos tirando (1d6 → 1d8 o 1d8 → 1d10) - Lucha contra no muertos III: Bono de +1 al luchar contra no muertos. - Lucha contra bestias III: Bono de +1 al luchar contra bestias. - Lucha contra demonios III: Bono de +1 al luchar contra demonios. - Lucha contra criaturas voladoras III: Bono de +1 al luchar contra criaturas voladoras. - Lucha contra goblinoides III: Bono de +1 al luchar contra goblinoides. - Lucha contra criaturas mágicas III: Bono de +1 al luchar contra criaturas mágicas. - Escurridizo: 25% de probabilidades de evitar los efectos adicionales de un crítico enemigo. - Magia persistente: Al causar daño mágico hay un 10% de probabilidades de que el oponente tenga que repetir la tirada de Resistencia durante 1 asalto adicional para evitar perder 1 PV más. (% no acumulativo) - Compañero animal II: Nivel 1, halcón familiar. Nivel 2, lobo familiar. Nivel 3, warg familiar. El animal familiar lucha con el campeón. - Curación rápida II: Al recibir curación hay un +10% de probabilidades de recuperar 1 PV adicional. |

| Nivel 7 | - Concentración: Tirada mínima del 50% del máximo del dado al usar la habilidad. - Pies de gato: Tirada mínima del 50% del máximo del dado al usar la habilidad de Sigilo. - Preparación de pergaminos: Tirada mínima del 50% del máximo del dado al usar la habilidad de Magia. - Análisis previos: Tirada mínima del 50% del máximo del dado al usar la habilidad de Conocimiento. - Coreografías: Tirada mínima del 50% del máximo del dado al usar la habilidad de Acrobacias. - Poleas y palancas: Tirada mínima del 50% del máximo del dado al usar la habilidad de Proezas de Fuerza. - Llaves maestras: Tirada mínima del 50% del máximo del dado al usar la habilidad de Abrir Cerraduras. - Sexto sentido: Tirada mínima del 50% del máximo del dado al usar la habilidad de Reflejos. - Maniobras de distracción: El oponente hace un ataque menos cada turno, con un mínimo de 1. - Aturdir II: Al causar daño hay un +5% de probabilidades de que el oponente sufra un -1 a sus Ataques y Defensas durante todo el combate. - Furia Berserker: El daño sufrido durante un asalto se aplica como bonificador al Ataque y al Daño en el siguiente Ataque. - Reflejos felinos III: Bonificación de +2 a la iniciativa en ataques. - Fortaleza II: Aumenta en +1 los Puntos de Vida. |

| Nivel 8 | - Escurridizo II: +25% de probabilidades de evitar los efectos adicionales de un crítico enemigo. - Ataque preciso: Aumentar la categoría del dado para calcular el Daño de 1d4 a 1d6. - Vigor: Aumentar la categoría del dado para calcular la Resistencia de 1d4 a 1d6. - Magia persistente II: Al causar daño mágico hay un 10% de probabilidades de que el oponente tenga que repetir la tirada de Resistencia durante 1 asalto adicional para evitar perder 1 PV más. (% no acumulativo) - Área de efecto II: El ataque mágico afecta a 1 objetivo adicional. |

| Nivel 9 | - Golpe doble: Con un crítico en ataque se puede realizar un ataque adicional - Campo antimagia: La tirada de defensa mágica se aplica para todo el grupo contra ataques mágicos con área de efecto. - Aturdir III: Al causar daño hay un +5% de probabilidades de que el oponente sufra un -1 a sus Ataques y Defensas durante todo el combate. - Golpe mortal: Al causar daño a un enemigo que haya perdido más de la mitad de sus PV hay un 5% de probabilidades de matarlo directamente. - Compañero animal III: Nivel 1, halcón familiar. Nivel 2, lobo familiar. Nivel 3, warg familiar. El animal familiar lucha con el campeón. |

| Nivel 10 | - Magia persistente III: Al causar daño mágico hay un 10% de probabilidades de que el oponente tenga que repetir la tirada de Resistencia durante 1 asalto adicional para evitar perder 1 PV más. (% no acumulativo) - Controlar conjuro: Con un Crítico en Defensa Mágica el ataque se vuelve contra su lanzador - Golpe mortal II: Al causar daño a un enemigo que haya perdido más de la mitad de sus PV hay un +5% de probabilidades de matarlo directamente. - Fortaleza III: Aumenta en +1 los Puntos de Vida. - Curación rápida III: Al recibir curación hay un +10% de probabilidades de recuperar 1 PV adicional. |

### Equipo de los Campeones
Durante las misiones, los campeones podrán encontrar tesoros, información o equipo. Este equipo lo irán almacenando y estará disponible para intercambiar entre los distintos campeones. Cada campeón puede equiparse con objetos distintos para cada misión.
Los objetos de los campeones suelen ser objetos mágicos y/o únicos que les proporcionan determinados beneficios a sus habilidades y características.
Cada objeto tiene una localización posible (pies, manos, torso, cuello, cabeza, etc.). En cada localización el campeón solo podrá portar un objeto de ese tipo.
Si un campeón muere, sus objetos son recuperados junto con su cadáver para poder ser usados de nuevo en caso de ser resucitado o, si el héroe así lo prefiere, por sus compañeros de equipo.

### Misiones
El objetivo principal de los campeones es el de encontrar los Monolitos de la Luz y de la Oscuridad, así como los Cristales de Esencia. Para ello deben seguir cualquier pista que los eruditos encuentren revisando viejos tomos y analizando leyendas y tradiciones (en la biblioteca). Cuando uno de estos sabios cree haber encontrado un posible rastro escriben un pergamino con la misión. El héroe podrá contratar a los campeones que considere más adecuados para esta misión en la Taberna a cambio de oro. Todos los tesoros de la misión serán para el héroe, excepto los objetos mágicos de campeones que quedarán como equipo de misión para ellos.
El tiempo de investigación de un pergamino es de 24 horas + 15 minutos por cada pergamino que ya haya sido investigado. El coste en oro es de 100 mo. + 50 mo. por pergamino ya investigado. Este coste incremental se debe a que cada investigación es más complicada y difícil que la anterior, puesto que los datos más obvios y accesibles ya han sido obtenidos en las primeras misiones.
Todas las misiones se componen de distintos obstáculos que el campeón tendrá que superar. El número de obstáculos será igual que el nivel de dificultad de la misión: Fácil - 1, moderada - 2, difícil - 3, muy difícil - 4 y heroica - 5 obstáculos.
El último obstáculo de cada misión siempre será un encuentro con algún tipo de criatura. De tal forma que las misiones fáciles solo serán un encuentro de combate, pero las misiones más complicadas podrán alternar uno o más encuentros de combate con obstáculos de los siguientes tipos: Acertijos, alarma física, alarma mágica, barrera fisíca, barrera mágica, guardianes, puerta, trampa física y trampa mágica.
Cada tipo de obstáculo necesita de unas habilidades específicas para ser superado. Además, para superar un obstáculo, al menos un campeón del grupo necesitará superarlo, sumando su habilidad más el resultado de la tirada de 1 dado de 6 caras (1d6) contra una dificultad que depende de la dificultad de la misión:
| Dificultad de la misión                              | Dificultad de la tirada           |
| ---------------------------------------------------- | --------------------------------- |
| - Fácil - Moderada - Difícil - Muy difícil - Heroica | - 5-7 - 8-11 - 12-15 - 16-19 - 20 |

Los Puntos de Experiencia (PXs) adquiridos en la misión es igual al nivel de dificultad de la misión x 40, y estos se repartirán entre todos los campeones que hayan participado (sobrevivan o no) redondeando hacia abajo.

## Monolitos
Existe un monolito mágico en el mundo por cada uno de los dioses. Todos los dioses tienen su esencia vinculada a su monolito, y estos son indestructibles. Grandes criaturas custodian a estos monolitos como hidras, dracos y otras todavía más peligrosas. Todos estos monolitos están repartidos por el mundo conocido, escondidos en los más recónditos e inaccesibles lugares... (El libro de la verdad y la memoria)
Los lugares de poder son los 33 artefactos mágicos que canalizan y protegen el poder de las 3 facciones a las que pertenecen las alianzas (Campeones de la Luz, Caballeros Oscuros y Señores de la Magia). Conocidos como Monolitos (a los dioses) o Cristales de Esencia (del Padre de la Magia), estos enormes artefactos mágicos están esparcidos y escondidos por todo el mundo conocido.
Se desconoce la posición de los monolitos y cristales de esencia, interés de todas las facciones. Muchas de las misiones que se investigan son sobre lugares de poder o estructuras construidas en ellos. Ya que los monolitos y cristales están en lugares de poder, hay posibilidades de encontrar alguno en cada misión que se realiza. Los once monolitos y/o cristales de cada facción irán apareciendo a lo largo de la campaña a héroes y en misiones al azar (aunque siempre en las más difíciles).
| Facción                                                          | Lugar de poder                                                                    |
| ---------------------------------------------------------------- | --------------------------------------------------------------------------------- |
| - Campeones de la luz - Caballeros oscuros - Señores de la magia | - 11 Monolitos de la Luz - 11 Monolitos de la Oscuridad - 11 Cristales de Esencia |

### Monolitos de la Luz
Los Monolitos de la luz protegen el poder de los dioses de la luz. Estos artefactos han sido construidos por ellos para proteger su poder y canalizarlo, así como sus propias almas. Los dioses serán inmortales mientras los monolitos sean indestructibles, y estos son de naturaleza indestructible, asegurándose así que nadie pueda acabar con ellos.
Los Caballeros de Luz, fieles seguidores de los dioses, custodian y protegen estos monolitos evitando así que caigan en malas manos. Son 11 los Monolitos de la Luz que forman un conjunto interdependiente que canaliza su poder. 

### Monolitos de la Oscuridad
Los Señores Oscuros son los eternos rivales y enemigos de los dioses de la luz, pero no difieren de estos más que en las fuerzas que controlan, teniendo un poder comparable y un origen común. Cuando todos los dioses se unieron para construir los monolitos, ellos también estaban allí, creando así los 11 Monolitos de la Oscuridad, que al igual que el de sus enemigos, protege su propia naturaleza y canaliza su poder.
Los Caballeros Oscuros y el ejército de la oscuridad han luchado durante años por hacerse con el control de estos monolitos, que no solo les pueden otorgar más poder a su facción, sino que les darán un gran reconocimiento ante sus Señores.

### Cristales de Esencia
El Padre de la Magia nunca ha cesado en intentar contrarrestar la influencia del poder de los dioses y arreglar aquello que su poder fragmentó, el mundo conocido. Construyó el Menshaltak, el mayor de los artefactos mágicos de la historia, que canalizaba todas las corrientes de esencia mágica existentes con el fin de lograr unir de nuevo las 11 partes del mundo. Estas corrientes eran canalizadas gracias a los conocidos como Cristales de Esencia, uno por cada una de las partes del mundo primigenio, siendo Krynea una de ellas.
Estos cristales de esencia son artefactos de naturaleza indestructible solo comparables a los monolitos de los dioses y solo superados por el propio Menshaltak.
Los Señores de la Magia, fieles discípulos del Padre de la Magia, buscan ayudar a su gran maestro en la gran labor de controlar de nuevo los 11 grandes cristales para así reparar y activar de nuevo el Menshaltak, esta vez quizás con mejor suerte. Labor que los dioses intentarán evitar, sea como sea, pues esto podría terminar para siempre con su poder. 

### Lugares de poder
Un lugar de poder es un emplazamiento con su localización en el mapa y sus coordenadas. En su centro está el monolito o cristal rodeado por círculos de piedras rituales. Esa es la parte visible. Internamente y bajo tierra dispone de un gran mecanismo (son artefactos únicos) que conecta todo el conjunto. Su estado natural de latencia los hace indestructibles, conservando también la inmortalidad de los dioses, pero también mitigando su poder.
Cada lugar de poder tiene 11 rituales posibles, 11 niveles de sintonización que pueden ser en positivo o en negativo. Los rituales en positivo activarían el artefacto, dando así todavía más poder a los dioses de su facción en el caso de los monolitos, o llegando a reactivar el poder del Menshaltak en el caso de los Cristales de Esencia. Los rituales en negativo terminarían por anularlo y con ello el poder que sustenta.
Los Lugares de poder son físicamente indestructibles. No pueden ser dañados por catapultas u otras armas de guerra. Al comienzo de la campaña no aparecen en los mapas. Solo los campeones podrán localizarlos buscando información gracias a las misiones que realizan. Un mismo monolito puede ser localizado por varios héroes. Solo aparecerá en el mapa en el momento en que alguien mande un ejército a esa localización a controlar el emplazamiento (como se hace con un puente o puerto). Durante la gran conjunción todos los monolitos descubiertos serán visibles también, estén o no controlados por alguien.
La sintonización o destrucción de lugares de poder da puntos de historia. Ganará la campaña aquella alianza que más puntos de historia haya ganado. Un héroe puede conquistar un lugar de poder de su propia facción para sintonizarlo o un lugar de poder de otra facción para anularlo. Sintonizar un monolito o cristal de la propia facción proporciona 2 puntos de historia. Anular un lugar de poder de otra facción da 1 punto de historia. Los puntos de historia solo se contabilizan al final de la gran conjunción (al final de la campaña). En cualquier momento un monolito puede ser conquistado durante la misma, aunque tenga los 11 rituales de sintonización realizados. Los puntos solo se adjudican a aquellos lugares de poder completamente sintonizados (en positivo o en negativo) al final de la gran conjunción, que será el momento donde la alineación de fuerzas hará su efecto.

Sintonización y anulación
Tanto los monolitos como los cristales de esencia se conservan en estado latente. Si estos lugares fueran sintonizados con las corrientes de esencia de todo el mundo su poder e influencia podrían verse multiplicados.
Para hacer los rituales de sintonización se usa la habilidad de Sintonía. Hacer un ritual consume grandes cantidades de esencia. Las posibilidades de que el ritual se realice con éxito son de un 50% + un 2% por nivel de Sintonía del héroe que lo controla. Existen dos posibilidades, sintonizar un nuevo nivel, que costaría 200.000 puntos de esencia, o anular un nivel ya sintonizado que costaría 100.000 puntos de esencia.
Un lugar de poder tiene un escudo de fuerza que lo protege. La función de dicho escudo es de defensa pasiva frente a ataques, cumpliendo la función de una muralla en un asentamiento militar. Hay diez niveles de defensa, igual que un asentamiento y con sus mismas puntuaciones, que dependen del nivel de sintonía del lugar de poder (de nivel 2 a nivel 11 y de -2 a -11, incluidos).

### La Gran Conjunción
La Gran Conjunción es la alineación planetaria de las 11 partes del mundo primigenio en un círculo perfecto alrededor del gran centro desconocido. Esta alineación dura exactamente un ciclo lunar. Durante este ciclo lunar de conjunción de mundos se alinean los grandes canales de esencia de todos ellos, y tanto los monolitos de los dioses como los grandes cristales de esencia del Padre de la Magia pueden ser "sintonizados" mágicamente con estos canales de energía o anulados completamente dependiendo del ritual que se realice.
El fin de la gran conjunción es el momento decisivo en el que la alineación es perfecta y aquellos que controlen estos grandes artefactos, controlarán su poder y el destino del mundo. El fin de la gran conjunción marca también el final de la campaña de juego. Al llegar al final el juego se paralizará por completo y se generarán las estadísticas finales con la alianza ganadora y las distintas clasificaciones estadísticas. 

### Zonas de poder
Hay ciertas zonas del mundo que son lugares de poder naturales. Estos lugares tienen corrientes de energía propias igual que los monolitos y cristales de esencia: 
- El Valle del Menshaltak (670,86)
- La Montaña Quebrada (531,566)
- El Bosque de Branderiagor (567,482)
- Isla Eterna (409,400)
- El Valle del Abismo de Larce (469,242)
- Los Puentes de Hielo (386,132)
- La Tierra Herida (208,250)
- La Cuna del Silencio (70,646)
- Los Jardines de Bezal (46,1002)
- La Garganta del Aullido (342,790)
- La Antesala de los Dioses (528,820)

Una zona de poder es controlada por la alianza que más pueblos tiene en ella. Se reconoce porque los pueblos dentro de una de estas zonas aparecen marcados con un vórtice de esencia en el mapa, situado encima del pueblo, que les otorgará, además, un +20% a la producción de esencia. Las coordenadas del listado anterior corresponden al centro energético de la zona de poder, pero su radio de efecto puede variar según cada zona. Al contrario que los monolitos y cristales de esencia, los lugares de poder no es necesario (ni se pueden) sintonizar o anular.
Cada Zona de Poder controlada proporciona 2 Puntos de Historia (PH).

### Los puntos de historia
Al final de la gran conjunción, aquella alianza que haya acumulado mayor cantidad de puntos de historia será la vencedora del juego, consiguiendo realizar así los objetivos de su facción. El resto de alianzas de la facción que se alce con el poder verán cumplidos los objetivos de sus dioses, o del Señor de la Magia, pasando a ocupar un lugar prominente en el futuro del mundo, con la alianza ganadora como líder del nuevo orden. 
Hacerse con el control del mundo es el objetivo final del juego. Dada la relevancia y poder de la magia, el poder lo tendrá aquel que la controle, y para ello es necesario controlar también su origen, la energía mágica conocida con el nombre de esencia. El que controle la esencia controlará el mundo.
Para controlar la esencia es necesario canalizarla y eso es algo que solo pueden lograr las zonas de poder naturales, los monolitos de los dioses y los grandes cristales del Padre de la Magia. Es por ello que el que controle y logre hacerse con estas zonas y artefactos tendrá el poder en sus manos.
Las facciones tienen internamente un objetivo común, sintonizar sus monolitos o cristales y anular los de los demás, pero dentro de cada facción será aquella alianza que los controle la que se alce con la victoria.
Aquella alianza que al final de La Gran Conjunción (al final de la partida) controle un monolito de su propia facción completamente sintonizado (con sus 11 rituales de sintonización realizados) o un lugar de poder recibirá 2 puntos de historia. Aquella alianza que al final de La Gran Conjunción controle un monolito de otra facción con sus 11 rituales de anulación realizados, recibirá 1 punto de historia. La alianza que tenga más puntos de historia ganará la campaña y se alzará con el control del mundo. En caso de empate a puntos de historia, se alzará con la victoria aquella que tenga mayor reputación total dentro de las empatadas a puntos.